# Acronicta impleta
Acronicta impleta là một loài bướm đêm trong họ Noctuidae.

## Hình ảnh

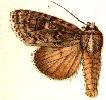
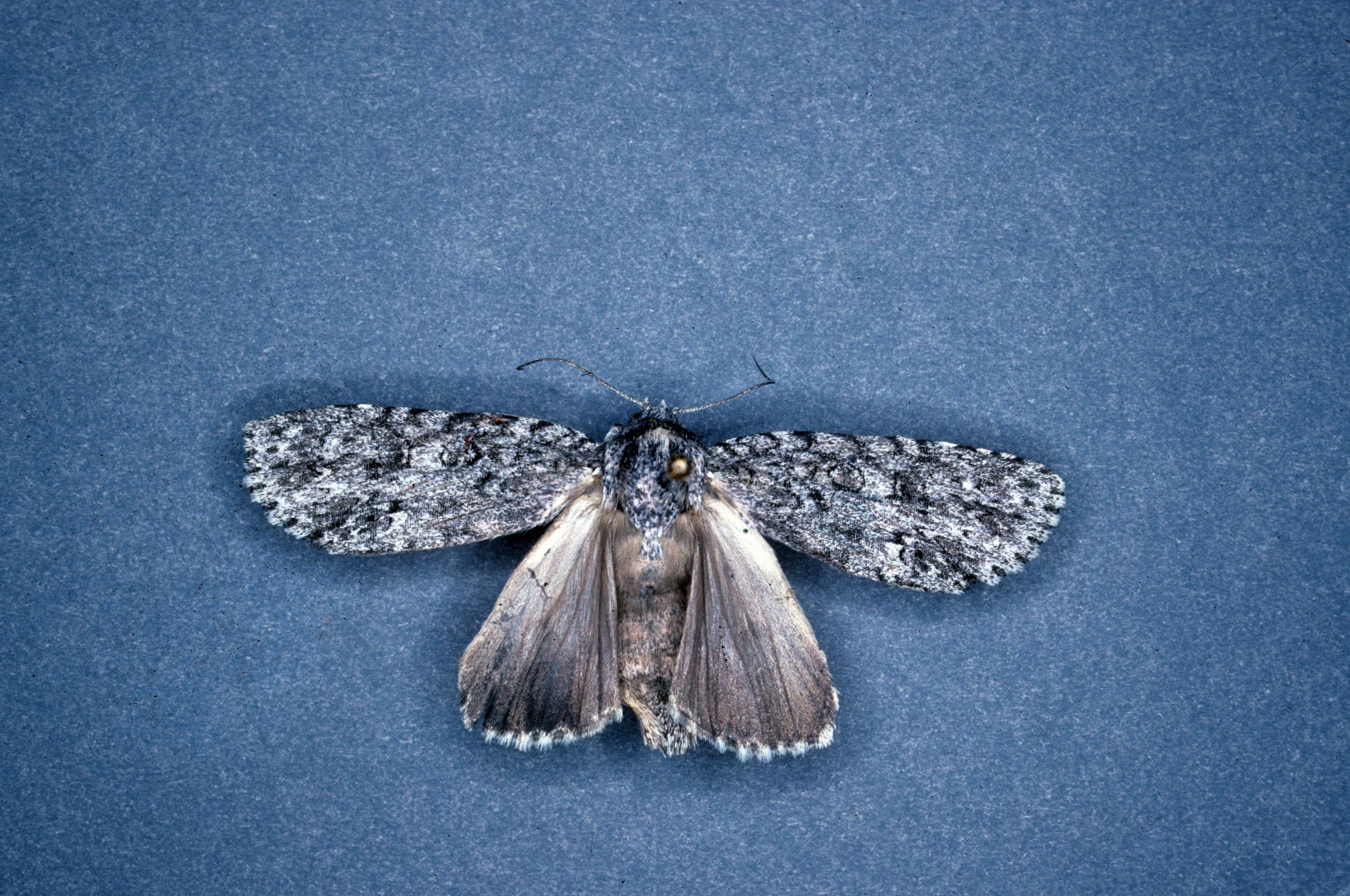
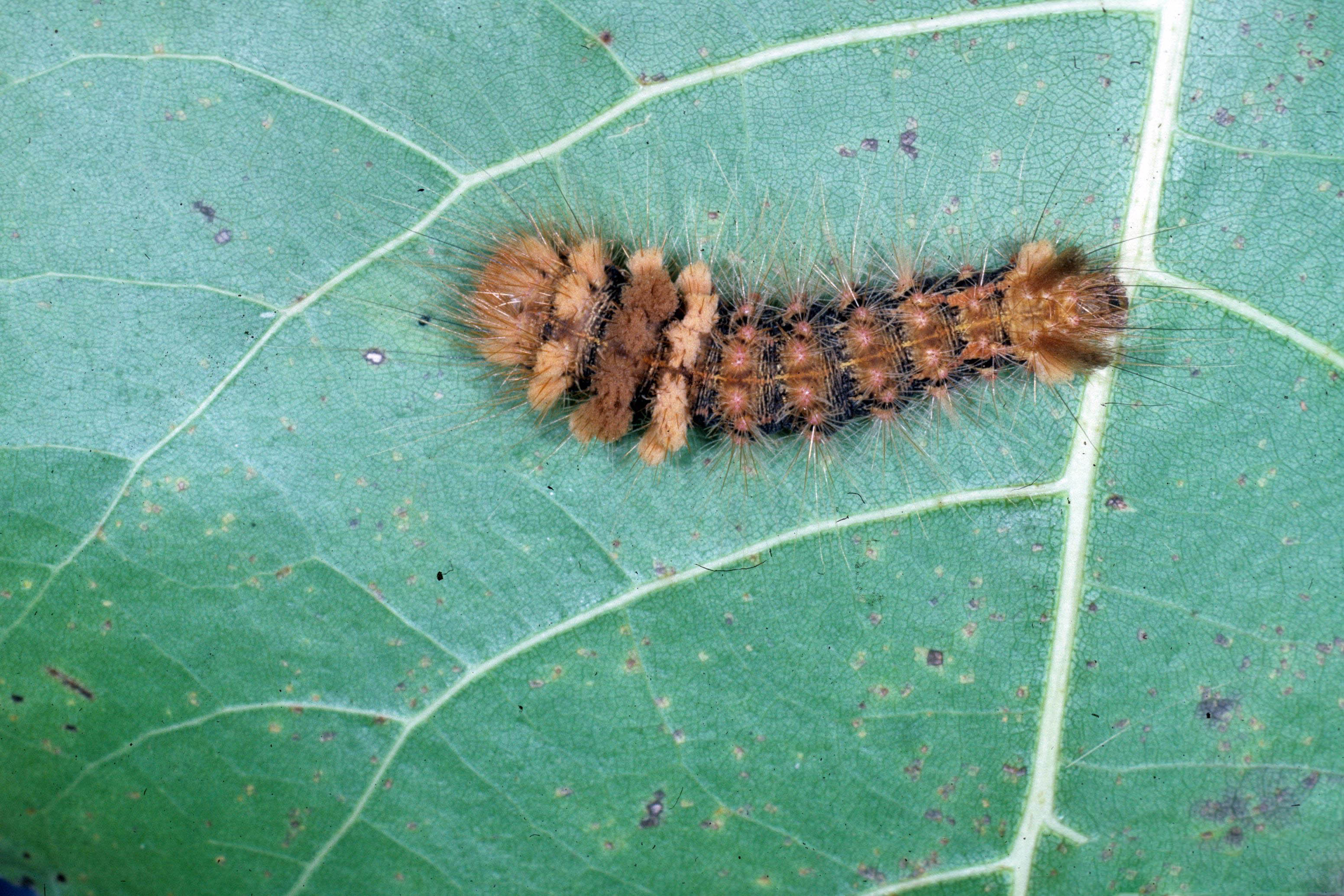
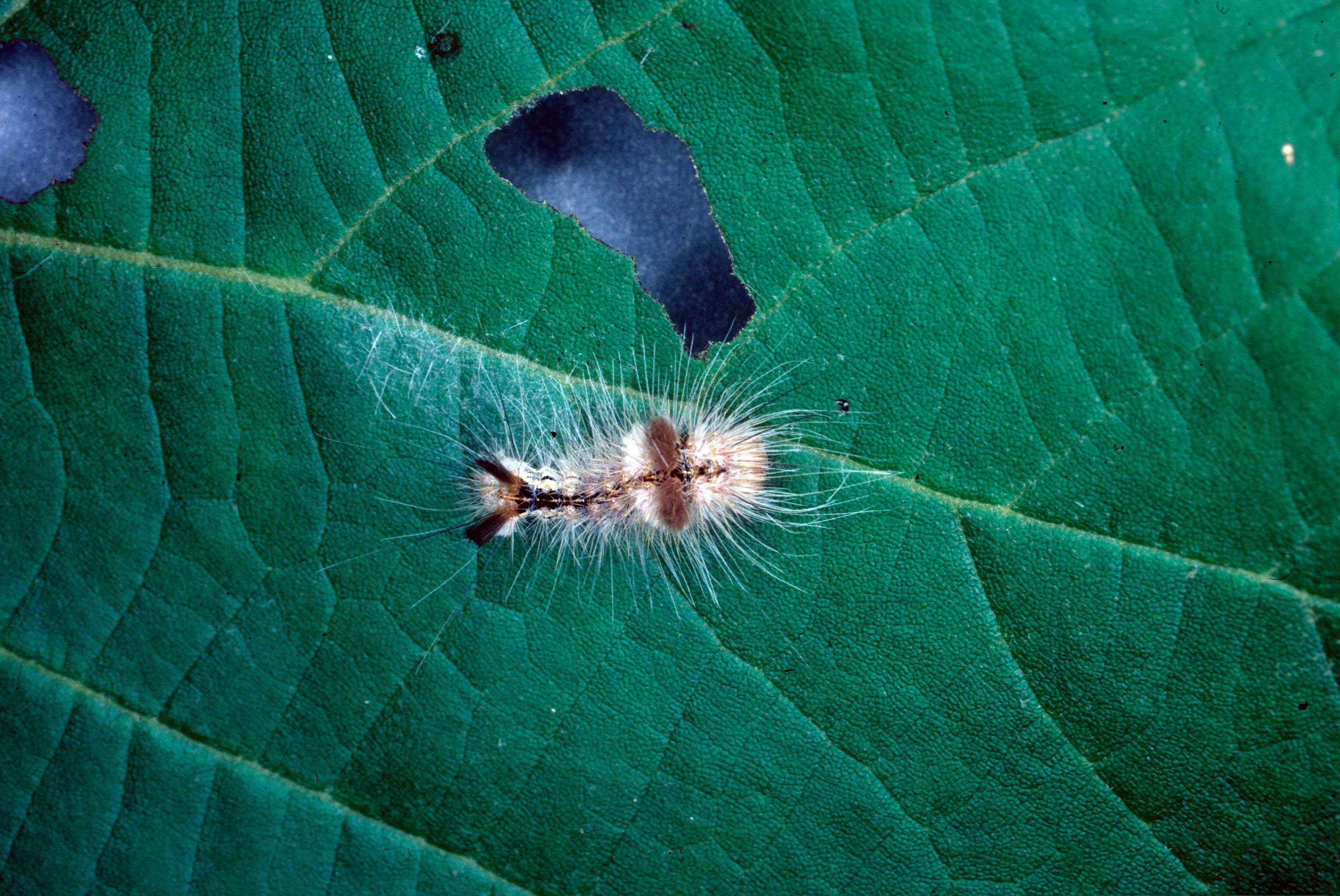